# 에마 부스
에마 부스(영어: Emma Booth, 1982년 11월 28일 ~ )는 오스트레일리아의 배우, 모델이다. 《갓 오브 이집트》에서 네프티스 역으로 출연했다. 2017 AACTA 어워드에서 영화 《사랑의 노예》로 장편영화 부문 여우주연상을 받았다.

## 출연작 목록
| 연도 | 제목              | 원제                | 배역          | 비고                    |
| ---- | ----------------- | ------------------- | ------------- | ----------------------- |
| 2007 | 클럽랜드          | Clubland            | 질            | AACTA 어워드 여우조연상 |
| 2009 | 소년들이 돌아왔다 | The Boys Are Back   | 로라          |                         |
| 2009 | 히피 히피 셰이크  | Hippie Hippie Shake | 저메인 그리어 |                         |
| 2009 | 타운 크릭         | Blood Creek         | 리스          |                         |
| 2013 | 파커              | Parker              | 클레어        |                         |
| 2016 | 갓 오브 이집트    | Gods of Egypt       | 네프티스      |                         |
| 2017 | 사랑의 노예       | Hounds of Love      | 에블린 화이트 | AACTA 어워드 여우주연상 |